# Edgar Wilson (Politiker)

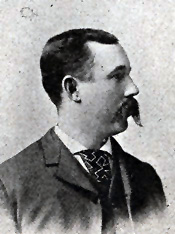
Edgar Wilson

Edgar Wilson (* 25. Februar 1861 im Armstrong County, Pennsylvania; † 3. Januar 1915 in Boise, Idaho) war ein US-amerikanischer Politiker. Zwischen 1895 und 1897 sowie zwischen 1899 und 1901 vertrat er den Bundesstaat Idaho im US-Repräsentantenhaus.

## Frühe Jahre
Edgar Wilson wurde unweit von Pittsburgh geboren. Er besuchte die öffentlichen Schulen seiner Heimat und studierte anschließend bis 1884 an der University of Michigan in Ann Arbor Jura. Im gleichen Jahr zog er in das Idaho-Territorium, wo er sich in Boise niederließ und als Rechtsanwalt praktizierte. Im Jahr 1887 wurde er juristischer Vertreter dieser Stadt und 1888 Bezirksstaatsanwalt.

## Politische Laufbahn
Edgar Wilson wurde Mitglied der Republikanischen Partei. Im Jahr 1890 war er Mitglied der verfassungsgebenden Versammlung von Idaho. Bei den Kongresswahlen des Jahres 1894 wurde er in das US-Repräsentantenhaus gewählt, wo er am 4. März 1895 Willis Sweet ablöste. Bis zum 3. März 1897 absolvierte er eine Legislaturperiode im Kongress. Im Jahr 1896 verzichtete er auf eine erneute Kandidatur, weil er für eine Richterstelle am Obersten Gerichtshof seines Staates nominiert worden war. Allerdings wurde er dann doch nicht in dieses Amt berufen. Daher kandidierte er bei den Wahlen des Jahres 1898 erneut für den Kongress und konnte nach seinem Wahlsieg am 4. März 1899 James Gunn ablösen, der zwei Jahre zuvor sein Nachfolger geworden war. In der damals heftig diskutierten Frage, ob die Währung durch Gold oder Silber gedeckt werden sollte, war Wilson ein Anhänger der Gruppe, die sich für die Silbervariante einsetzte.
Nach dem Ende seiner Amtszeit im Kongress am 3. März 1901 zog sich Edgar Wilson aus der Politik zurück. Er arbeitete wieder als Rechtsanwalt in Boise, wo er im Jahr 1915 auch verstarb.